# Büyükburhaniye, Ceyhan
Büyükburhaniye là một xã thuộc huyện Ceyhan, tỉnh Adana, Thổ Nhĩ Kỳ. Dân số thời điểm năm 2009 là 128 người.